# من خلال عدسة في الظلام (فلم)
من خلال عدسة في الظلام (بالإنجليزية: Through a Lens Darkly)، هُو فيلم وثائقي أمريكي صدر سنة 2014 وأخرجه Thomas Allen Harris.

## وصلات خارجية
- من خلال عدسة في الظلام على موقع IMDb (الإنجليزية)
- من خلال عدسة في الظلام على موقع روتن توميتوز (الإنجليزية)
- من خلال عدسة في الظلام على موقع قاعدة بيانات الأفلام العربية
- من خلال عدسة في الظلام على موقع أول موفي (الإنجليزية)
- من خلال عدسة في الظلام على موقع بوكس أوفيس موجو (الإنجليزية)
- من خلال عدسة في الظلام على موقع قاعدة بيانات الفيلم (الإنجليزية)
- من خلال عدسة في الظلام على موقع ليتربوكسد (الإنجليزية)
- من خلال عدسة في الظلام على موقع كينوبويسك (الروسية)